# María Luisa Arencibia
María Luisa Arencactus (sinh ngày 3 tháng 9 năm 1959) là một nhà soạn nhạc, nhà tổ chức và giáo viên người Venezuela..
Sinh ra ở Canarias. Arencibia học tại Escuela de Música Juan Manuel Olivares và Escuela Superior de Música José Ángel Lama tốt nghiệp như một nhà soạn nhạc vào năm 1990. giáo viên hướng dẫn của cô cũng bao gồm José Luis Arreaza, José Peñín và Humberto Sagredo. Cô đã phục vụ như maestro de capilla tại nhà thờ El Valle, và đã dạy nhạc tại nhiều trường học khác nhau xung quanh Caracas. Sản phẩm âm nhạc của cô bao gồm một số tác phẩm thính phòng cũng như các tác phẩm cho dàn nhạc và hợp xướng.